# Tiago Bueno
Tiago Florêncio Bueno (né le 21 février 1983 à Campinas) est un athlète brésilien, spécialiste du 400 m haies.
Son meilleur temps est de 49 s 59 obtenu en 2005.